# مارات داودوف
مارات داودوف (بالأوكرانية: Даудов Марат Магомедович)‏ هو لاعب كرة قدم أوكراني في مركز الوسط، ولد في 3 أغسطس 1989 في لوهانسك في أوكرانيا. لعب مع زوريا لوهانسك ونادي جاندجاسر كابان.

## وصلات خارجية
- مارات داودوف على موقع اتحاد أوكرانيا (الإنجليزية)
- مارات داودوف على موقع قاعدة بيانات كرة القدم.إي يو (الإنجليزية)
- مارات داودوف على موقع Soccerway.com (الإنجليزية)